# Mikroregion Moravskokrumlovsko

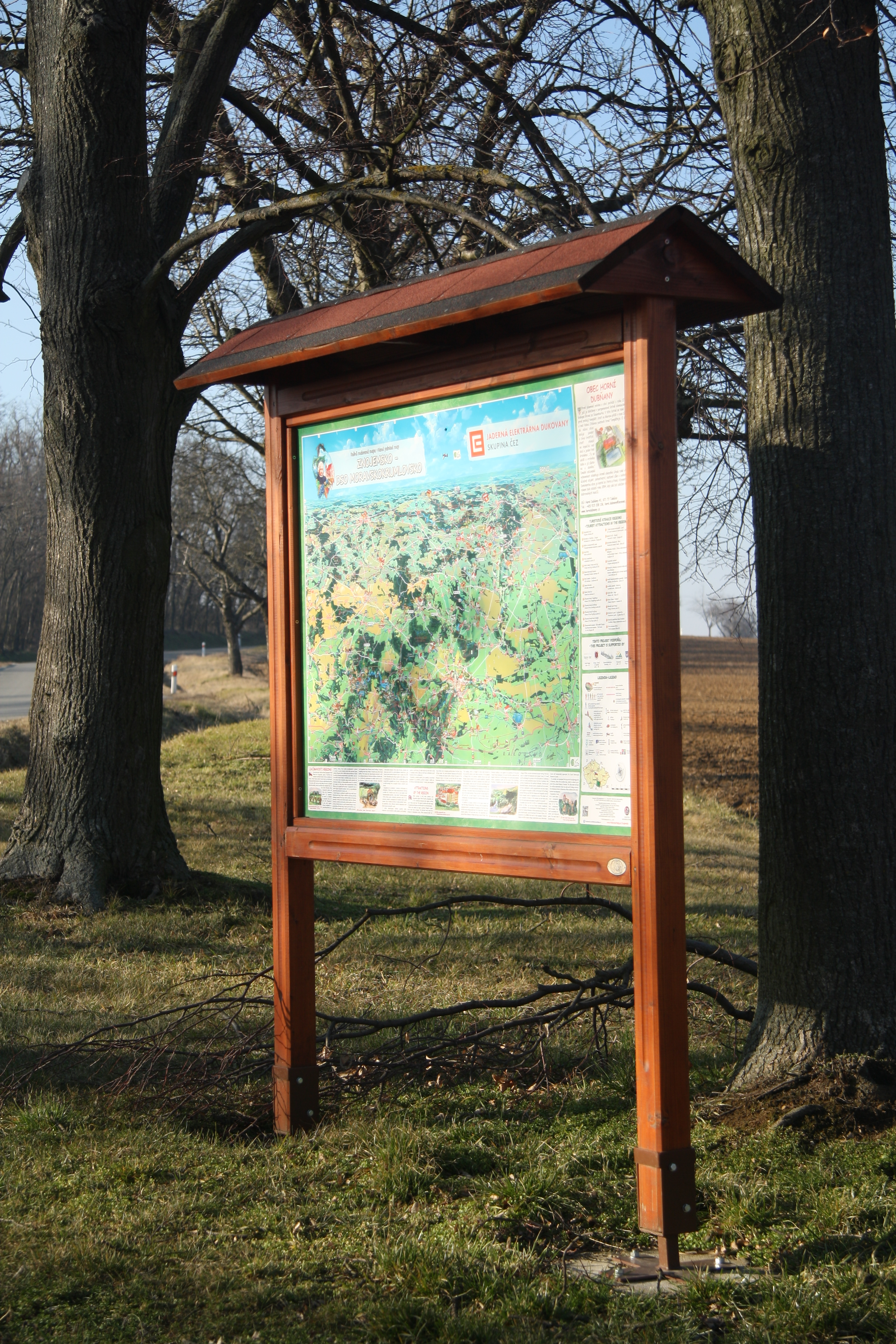
Cedule mikroregionu v Horních Dubňanech

Mikroregion Moravskokrumlovsko se rozkládá na severozápadě okresu Znojmo, leží na hranici okresů Znojmo, Brno-venkov v Jihomoravském kraji a Třebíč v kraji Vysočina. V okrese Znojmo navazuji na mikroregion Moravskokrumlovsko Svazek obcí sever Znojemska, Miroslavsko, v okrese Brno-venkov pak Ivančicko. Mikroregion je svazkem 20 obcí s centrem v Moravském Krumlově.

## Obce sdružené v mikroregionu
- Bohutice
- Čermákovice
- Dobelice
- Dobřínsko
- Dolenice
- Dolní Dubňany
- Džbánice
- Horní Dubňany
- Jamolice
- Jezeřany-Maršovice
- Kadov
- Kubšice
- Moravský Krumlov
- Olbramovice
- Petrovice
- Rešice
- Rybníky
- Trstěnice
- Tulešice
- Vedrovice
- Vémyslice